# Dieter Lenoir

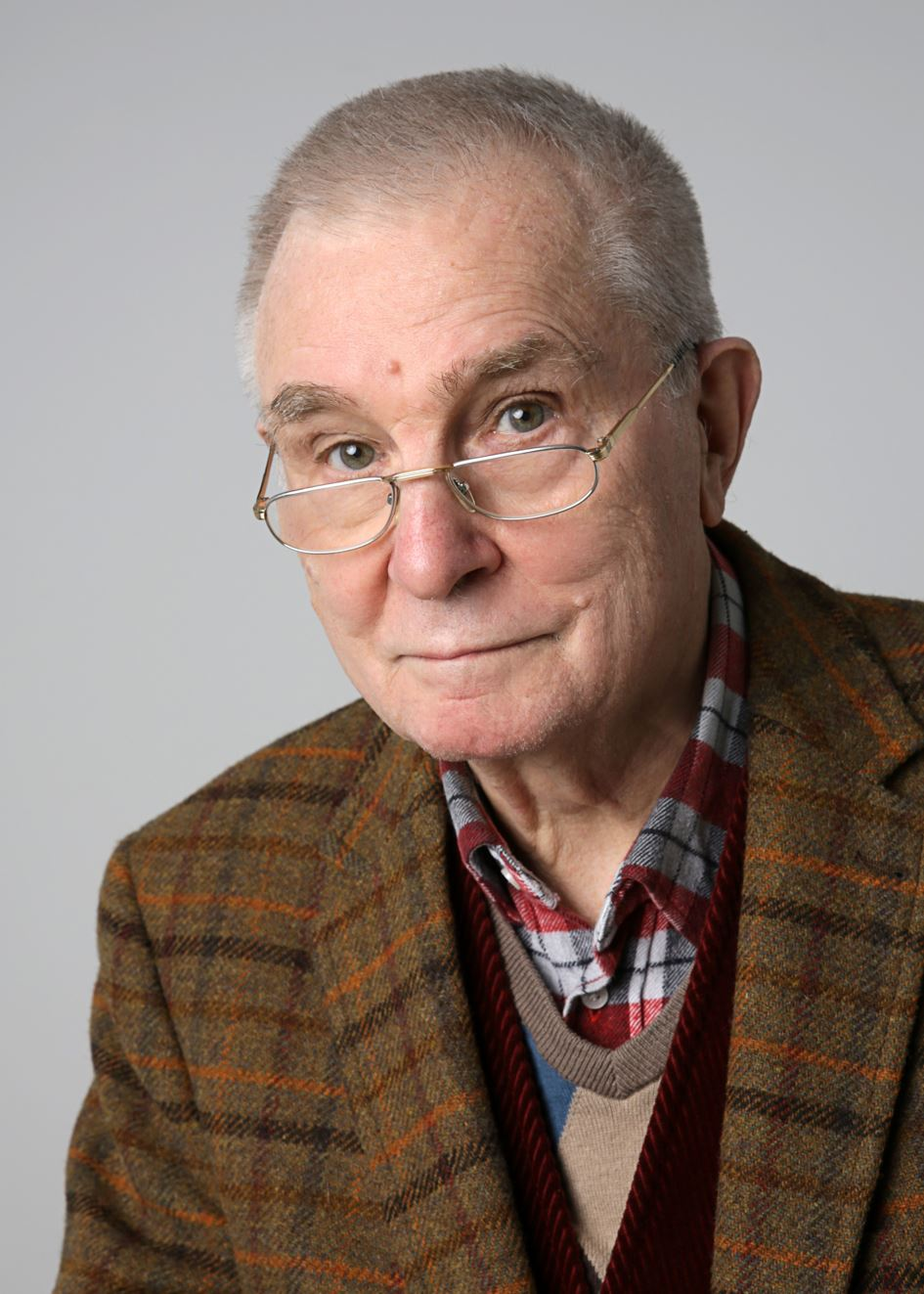
Dieter Lenoir

Dieter Lenoir (* 24. Juli 1935 in Düsseldorf) ist ein deutscher Chemiker.

## Leben
Dieter Lenoir besuchte in Düsseldorf die Volks- und Realschule. Nach einer Lehre als Chemielaborant bei der Firma Henkel war er dort mehrere Jahre als Laborant (Analytik von Glanzgalvanisierungsmittel) tätig. Nach Abschluss des Abiturs am Abendgymnasium 1963 studierte er bis 1968 Chemie an der Universität Bonn und wurde bei Rudolf Tschesche auf einem Thema der Steroidchemie mit Auszeichnung promoviert. Danach arbeitete er ab 1969 als NIH-Postdoktorand für 15 Monate bei Paul von Ragué Schleyer in Princeton, USA. Von 1972 bis 1978 war er als wissenschaftlicher Assistent bei Ivar Ugi an der Technischen Universität München tätig, wo er sich 1976 im Fach Organische Chemie habilitierte (Dr. habil) und ab 1978 als Privatdozent lehrte. Von 1980 bis 1985 verwaltete er eine C-3-Stelle für Organische Chemie an der Universität Oldenburg, anschließend war er bis 1990 Leiter einer Forschungsgruppe über Dioxine am Lehrstuhl für Ökologische Chemie an der Universität Bayreuth. 1990 wurde er als Abteilungsleiter für Verbrennungsforschung bei der GSF in München berufen. Nach der Umhabilitation erfolgte 1992 die Ernennung zum außerplanmäßigen Professor an der Universität Bayreuth. Seine Lehrtätigkeit bestand aus Vorlesungen über Umweltchemie für die Studenten der Geoökologie verbunden mit Exkursionen in die chemische Industrie. Lenoir war von 1996 bis 2002 Mitherausgeber der Zeitschrift Chemosphere und ist seit 2002 Mitglied der IUPAC-Kommission Green Chemistry. Er ist Ehrenmitglied in der Fachgruppe Nachhaltige Chemie in der GDCh und des Institute of Green Chemistry der Carnegie Mellon University in Pittsburgh, USA. Seit seinem Ruhestand im Jahr 2000 bis heute ist er Gastwissenschaftler am Helmholtz-Zentrum München und als Gastprofessor an verschiedenen ausländischen Universitäten (in Toledo, Dayton, Pittsburgh, USA, Toronto in Kanada sowie in Tartu in Estland). Er war in 2004 als Stipendiat der Stiftungsinitiative Johann Gottfried Herder Gastprofessor an der Universität von Tartu in Estland, 2012 war er von dort zu einem Forschungsaufenthalt eingeladen.

## Forschung
Er beschäftigte sich als organischer Chemiker seit 1971 zunächst mit der Chemie von Carbokationen und sterisch gehinderten Doppelbindungen. Er hat etwa 35 Arbeiten über Carbokationen veröffentlicht und ging dabei der Frage nach, wie klassische und nicht-klassische Carbokationen sich unterscheiden lassen. Diese Arbeiten haben 1980 einen Abschluss mit Arbeiten im Band 19c des Houben Weyls „Methoden der Organischen Chemie“ gefunden, siehe untenstehende Werke Nr. 1. Er stellte ca. 30 neue sterisch gespannte Alkene und Stilbene her unter Anwendung der nach ihm benannten Lenoir-varianten der McMurry-Reaktion, siehe untenstehende Werke Nr. 2. Dabei ging es um die Frage nach den physikalischen und chemischen Eigenschaften dieser Verbindungsgruppe, siehe Werke Nr. 3. Seit 1985 war Lenoir auch In der Umweltchemie tätig, er benutzte dabei reaktionsmechanistische Modelle für die Bildung von halogenhaltigen Spurenschadstoffen, vorwiegend der polychlorierten Dibenzodioxene und Dibenzofurane (PCDD/F). Durch diese Erkenntnisse kann die Dioxinbildung bei technischen Verbrennungsprozessen (Müllverbrennung) durch Primärmaßnahmen und das Inhibierungsverfahren signifikant gemindert werden kann, siehe untenstehende Werke Nr. 4 und Nr. 6. Daneben hat er in Deutschland den Bereich der nachhaltigen Chemie (englisch green chemistry) durch Entwicklung nachhaltiger Oxidationsverfahren von persistenten Schadstoffen gearbeitet, siehe 5 der Werke. Er verfasste mit deutschen Kollegen eine internet Praktikumsbuch (NOP) über nachhaltige Synthesen, siehe Nr. 7 der Werke. Über die Bereich der physikalischen Organischen Chemie verfasste er historische Arbeiten, siehe Nr. 8 der Werke. Er förderte die nachhaltige Chemie durch Tagungen und der Bildung einer neuen Fachgruppe in der Gesellschaft Deutscher Chemiker (GDCh). Etwa 222 der Arbeiten werden in der Datenbank ISI web of Science von Clarivate Analytics gelistet, die ca. 6550 mal zitiert werden, sein h-Index beträgt 44 (Stand 20.07.24).

## Werke
1. Houben-Weyl, Methoden der Organischen Chemie, Bd. 19c, Carokationen, Carbokation-Radikale, M. Hanack, Herausgeber, siehe die gemeinsamen Artikel mit H. U. Siehl, Georg Thieme Verlag, Stuttgart, New York, 1980.
2. D. Lenoir: The Application of Low-valent Titanium Reagents in Organic Synthesis, Synthesis-Stuttgart, 1989, 883–897, doi:10.1055/s-1989-27424.
3. D. Lenoir, P. J. Smith, J. F. Liebman: Nonplanar Alkenes, in Strained Hydrocarbons: Beyond the van’t Hoff and Le Bel-Hypothesis, Wiley-VCH, Weinheim, H. Dodziuk, Ed. 2009, S. 103–146, doi:10.1000/9783527627134.ch3.
4. L. C. Dickson, D. Lenoir, O. Hutzinger: Quantitative Comparison of de novo and Precursor Formation of Polychlorinated Di-benzo-p-dioxins under Simulated Municipal Solid-Waste Incinerator Postcombustion Conditions, Environ. Sci. Technol. 1992, 26, 1822, doi:10.1021/es00033a017.
5. S. Sen Gupta, M. Stadler, C. A. Noser, A. Gosh, B. Steinhoff, D. Lenoir, C. P. Horwitz, K.-W. Schramm, T. J. Collins, Rapid Total Destruction of Chlorophenols by Activated Hydrogen Peroxide, Science 2002, 296, 326–328, doi:10.1126/science.1069297.
6. M. Pandelova, D. Lenoir, K.-W. Schramm, A. Kettrup: Primary Measures for Reduction of PCDD/F in Co-Combustion of Lignite-Coal and Waste: Effect of Various Inhibitoras, Environ. Sci. Technol. 2005, 39, 3345–3350, doi:10.1021/es04979i.
7. D. Lenoir et al.: Lehrbuch NOP, new organic practical course
8. D. Lenoir, Thomas T. Tidwell: The history and triumph of physical organic chemistry, in: Journal of Physical Organic Chemistry (Mai 2018), doi:10.1002/poc.3838.
9. D. Lenoir, K.-W. Schramm, J. Lalah: Green Chemistry, some important forerunners and current issues, Sustainable Chem. and Pharm. 2020, 18, 100313, doi:10.1016/j.scp.2020.100313